# Mart Kangur

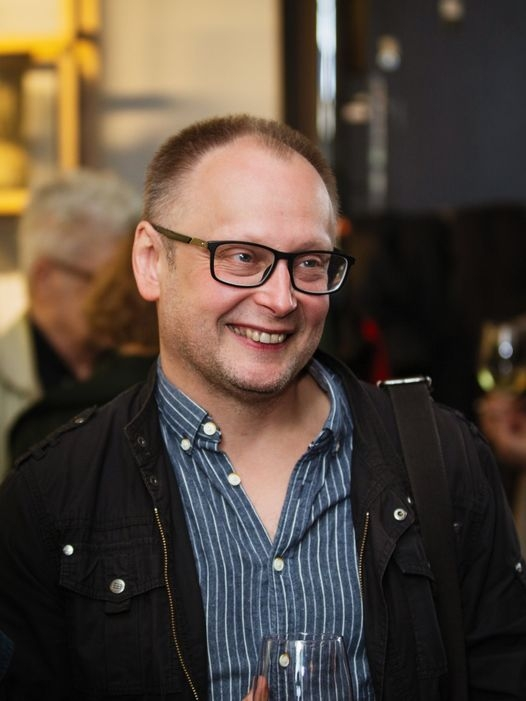
Mart Kangur

Mart Kangur (* 4. Mai 1971 in Tallinn) ist ein estnischer Dichter, Philosoph und Übersetzer.

## Leben und Werk
Kangur machte 1989 sein Abitur in Nõmme und studierte anschließend am Estnischen Humanitarinstitut in Tallinn, wo er 2004 seinen Magister machte. Seit 2006 unterrichtet er an der Universität Tallinn, nebenher ist er als Übersetzer (Gilles Deleuze, Jacques Derrida, Ernest Hemingway) und Literaturkritiker tätig. Er ist seit 2016 Mitglied des Estnischen Schriftstellerverbandes.
Kangur debütierte mit Kurzgeschichten, für die er den Betti-Alver-Debütpreis erhielt. Später konzentrierte er sich jedoch auf Lyrik, wo ihm auch die meiste Anerkennung zuteilwurde. In den Rezensionen wird die besonders sorgfältige Sprache des Autors hervorgehoben, ihm wird „Sprachvertrauen“ attestiert, er wird „Wortwächter“ und „Prinz der Wörter“ genannt, und ein Kritiker lobt ihn als „einen der vom Sprachgebrauch und Sprachgefühl her empfindsamsten und individuellsten Autoren der estnischen Lyrik.“

## Auszeichnungen
- 2005 Betti Alver-Debütpreis
- 2009 Literaturpreis der Universität Tallinn
- 2016 Juhan-Liiv-Preis
- 2016 Literaturpreis der Universität Tallinn
- 2018 Kulturpreis der Republik Estland
- 2022 Gustav-Suits-Preis

## Bibliografie
- [gemeinsam mit Ivar Ravi und Jaak Rand]: Jaak Rand ja teisi jutte ('Jaak Rand und andere Erzählungen'). Tallinn: Elund & Partnerid 2004 [tatsächlich 2005]. 144 S.
- Kuldne põli ('Goldenes Zeitalter'). [Tallinn:] Koma 2009. 71 S.
- Kõrgusekartus ('Höhenangst'). Tallinn: Kirimiri 2015. 114 S.
- Liivini lahti ('Offen bis zu Liiv'). Tallinn: Kirimiri 2017. 95 S.
- Armkude ('Wundgewebe'). Tallinn: Sõnahulgus 2021. 72 S.
- Kellegi teisena ('Als jemand anders'). Tallinn: Sõnahulgus 2021. 80 S.

## Sekundärliteratur
- Hasso Krull: Keeleusaldus, in: Vikerkaar 12/2009, S. 107–113.
- Martin Oja: Kodus ja võõrsil, in: Looming 5/2010, S. 729–731.
- Mart Kangur / Carolina Pihelgas: Keerdumine iseenesesse, in: Looming 12/2016, S. 1742–1747.
- Leo Luks: Sõnavaht, in: Looming 5/2017, S. 761–764.
- Jüri Kolk: Sõnade prints, in: Vikerkaar 7–8/2017, S. 182–186.
- Joosep Susi: Filosoofi surm on luuletaja sünd, in: Keel ja Kirjandus 12/2021, S. 1093–1096.